# Pilsak

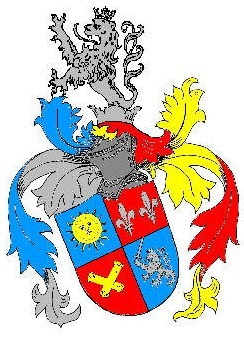
Wappen der Familie
Pilsak Edle von Wellenau

Der Name Pilsak ist slawischen Ursprungs und stammt aus einem geografisch eng begrenzten Raum. Die ersten Träger dieses Namens wurden urkundlich das erste Mal 1657, also acht Jahre nach Ende des Dreißigjährigen Krieges in der nordböhmischen Ortschaft Schüttenitz bei Leitmeritz genannt. Es waren dies der 22 Jahre alte Joannes Plzaczek und seine verwitwete Mutter Margaretha, die sich dort ein Haus erwarben. 
43 Jahre später änderte dann die Familie Plzaczek ihren Namen in Pilsak um. Ab 1700 wurden die Geburts-, Heirats- und Sterbeeinträge dieser Familie in den dortigen Kirchenbüchern unter Pilsak eingetragen.

Wappen einer anderen Linie der Familien Pilsak

1848 gab es in Schüttenitz 32 Bewohner dieses Namens.

## Varianten des Namens
Pillsak, Pilsack, Plsak, Pilsakh, Pilsag, Pillsackh 
(Diese Varianten des Namens entstanden wahrscheinlich nur, weil damals die wenigsten die Kunst des Schreibens beherrschten!)

## Geographische Verteilung
Bis 1945 kam der Name Pilsak – abgesehen von wenigen Ausnahmen – nur in der Gegend rund um die Bischofsstadt Leitmeritz in Nordböhmen vor. Personen mit Namen Pilsak gab es in den benachbarten Ortschaften: Aussig, Leitmeritz, Pokratitz, Pohorschan und Bilinka. Nach der Vertreibung und Aussiedlung der sudetendeutschen Bevölkerung siedelten sich sämtliche Träger dieses Namens in Deutschland an. Sie alle schreiben heute ihren Familiennamen einheitlich als „Pilsak“. Im Jahr 2000 gab es an die 60 Personen dieses Namens in Deutschland.
Im Jahre 2004 lebten im Herkunftsland dieses Namens, in Tschechien, keine Personen mehr mit diesem Familiennamen.
Während der k.k.-Monarchie gab es in Budapest einige wenige Personen dieses Namens. Im Jahr 2000 lebten in Slowenien und im polnischen Grenzgebiet zu Tschechien einige Träger dieses Namens. Es ist anzunehmen, dass auch deren Vorfahren vermutlich aus der Gegend um Leitmeritz kamen. In Wien siedelte sich ebenfalls eine Familie namens Pilsak an.
Mit dem heute noch oft vorkommenden tschechischen Familiennamen Plzak, der wie Plsak ausgesprochen wird, konnten keine Verbindungen nachgewiesen werden.